# Striocadulus magdalenensis
Striocadulus magdalenensis is een Scaphopodasoort uit de familie van de Gadilidae. De wetenschappelijke naam van de soort is voor het eerst geldig gepubliceerd in 2009 door Gracia & Ardilla.